# Бахаме на Светском првенству у атлетици у дворани 2018.
Бахаме су учествовали на 17. Светском првенству у атлетици у дворани 2018. одржаном у Бирмингему од 1. до 4. марта седамнаести пут, односно на свим првенствима до данас. Репрезентацију Бахама представљало је 5 такмичара (4 мушкарца и 1 жена), који су се такмичили у 4 дисциплине (3 мушке и 1 женска).,
На овом првенству такмичари Бахама нису освојили ниједну медаљу али су оборили један национални и лични рекорд и остварили 2 најбоља резултата сезоне.
У табели успешности према броју и пласману такмичара који су учествовали у финалним такмичењима (првих 8 такмичара) Бахаме су са 2 учесника у финалу делили 39. место са 4 бода.
| Плас. | Земља  | 1. место | 2. место | 3. место | 4. место | 5. место | 6. место | 7. место | 8. место | Бр. финал. | Бод. |
| ----- | ------ | -------- | -------- | -------- | -------- | -------- | -------- | -------- | -------- | ---------- | ---- |
| =39.  | Бахаме | 0        | 0        | 0        | 0        | 0        | 1        | 0        | 1        | 2          | 4    |

## Учесници
| Мушкарци: - Ворен Фрејзер — 60 м - Алонзо Расел — 400 м - Џамал Вилсон — Скок увис - Доналд Томас — Скок увис | Жене: - Девин Чарлтон — 60 м |  |

## Резултати

### Мушкарци
| Атлетичар     | Дисциплина | Лични рекорд | Квалификације   | Квалификације   | Полуфинале           | Полуфинале           | Финале               | Финале               | Детаљи |
| Атлетичар     | Дисциплина | Лични рекорд | Резултат        | Место           | Резултат             | Место                | Резултат             | Место                | Детаљи |
| ------------- | ---------- | ------------ | --------------- | --------------- | -------------------- | -------------------- | -------------------- | -------------------- | ------ |
| Ворен Фрејзер | 60 м       | 6,54 НР      | 6,71 (.703) КВ  | 2. у гр. 2      | 6,66                 | 6. у гр. 3           | Није се квалификовао | 16 / 49 (52)         |        |
| Алонзо Расел  | 400 м      | 46,38        | дисквалификован | дисквалификован | Није се квалификовао | Није се квалификовао | Није се квалификовао | Није се квалификовао |        |
| Џамал Вилсон  | Скок увис  | 2,28         |                 |                 |                      |                      | 2,20                 | 9 / 11               |        |
| Доналд Томас  | Скок увис  | 2,33         | 2,20            | 6 / 11          |                      |                      |                      |                      |        |

### Жене
| Атлетичарка   | Дисциплина   | Лични рекорд | Квалификације | Квалификације | Полуфинале      | Полуфинале | Финале   | Финале      | Детаљи |
| Атлетичарка   | Дисциплина   | Лични рекорд | Резултат      | Место         | Резултат        | Место      | Резултат | Место       | Детаљи |
| ------------- | ------------ | ------------ | ------------- | ------------- | --------------- | ---------- | -------- | ----------- | ------ |
| Девин Чарлтон | 60 м препоне | 7,93 НР      | 7,95 КВ, ЛРС  | 3. у гр. 3    | 7,89 КВ, НР, ЛР | 2. у гр. 1 | 8,18     | 8 / 36 (37) |        |